# Eine Frage der Chemie (Fernsehserie)
Eine Frage der Chemie (Originaltitel: Lessons in Chemistry) ist eine US-amerikanische Fernsehserie mit Brie Larson, Lewis Pullman und Aja Naomi King. Das Drehbuch basiert auf dem 2022 veröffentlichten gleichnamigen Roman von Bonnie Garmus, als Headautor fungierte Lee Eisenberg. Die Serie wird seit dem 13. Oktober 2023 auf Apple TV+ gezeigt.

## Handlung
Elizabeth Zott ist eine Chemikerin, die versucht, in den 1950er-Jahren in Kalifornien in der männerdominierten chemischen Forschung Karriere zu machen. Teile der Gesellschaft sind der Meinung, dass Frauen hinter dem Herd besser aufgehoben wären als in der Wissenschaft.
Von den Kollegen wie Abteilungsleiter Dr. Robert Donatti und Chemiker Boryweitz wird ihr wenig zugetraut. Calvin Evans ist der Starchemiker des Instituts und für den Nobelpreis im Gespräch. Nachdem Zott und Evans beruflich zusammenarbeiten, kommen sie sich auch privat näher.
Elizabeth wird schwanger und verliert daraufhin ihren Laborjob. Eine neue Anstellung findet sie als Moderatorin einer Kochsendung im Fernsehen. Über Rezepte und das Kochen vermittelt sie den Zuschauern auch mehr über Chemie.

## Synchronisation
Die deutschsprachige Synchronisation übernahm die Iyuno Germany. Dialogregie führten Sabine Winterfeldt und Otto Strecker, das Dialogbuch schrieb Anna Luise Borner.
| Rolle                            | Darsteller       | Synchronsprecher  |
| -------------------------------- | ---------------- | ----------------- |
| Elizabeth Zott                   | Brie Larson      | Yvonne Greitzke   |
| Calvin Evans                     | Lewis Pullman    | Fabian Oscar Wien |
| Dr. Anthony Powers               | Joshua Hoover    | Hans Hohlbein     |
| Dr. Richard Price                | Andy Daly        | Frank Röth        |
| Dr. Robert Donatti               | Derek Cecil      | Peter Lontzek     |
| Fran Frask                       | Stephanie Koenig | Susanne Geier     |
| Harriet Sloane                   | Aja Naomi King   | Maria Koschny     |
| Professor                        | Adam Bartley     | Julien Haggège    |
| Vorsitzender des Verwaltungsrats | James Gleason    | Freimut Götsch    |
| Walter                           | Kevin Sussman    | Bernhard Völger   |

## Episodenliste
| Nr. (ges.) | Nr. (St.) | Deutscher Titel           | Originaltitel             | Erstausstrahlung USA | Deutschsprachige Erstausstrahlung (D) | Regie             | Drehbuch                                     |
| ---------- | --------- | ------------------------- | ------------------------- | -------------------- | ------------------------------------- | ----------------- | -------------------------------------------- |
| 1          | 1         | Little Miss Hastings      | Little Miss Hastings      | 13. Okt. 2023        | 13. Okt. 2023                         | Sarah Adina Smith | Lee Eisenberg                                |
| 2          | 2         | Sie und Er                | Her And Him               | 13. Okt. 2023        | 13. Okt. 2023                         | Sarah Adina Smith | Elissa Karasik                               |
| 3          | 3         | Einen Fuß vor den anderen | Living Dead Things        | 20. Okt. 2023        | 20. Okt. 2023                         | Bert & Bertie     | Lee Eisenberg, Emily Fox                     |
| 4          | 4         | Primitiver Instinkt       | Primitive Instinct        | 27. Okt. 2023        | 27. Okt. 2023                         | Bert & Bertie     | Elissa Karasik                               |
| 5          | 5         | CH₃COOH                   | CH₃COOH                   | 3. Nov. 2023         | 3. Nov. 2023                          | Millicent Shelton | Lee Eisenberg, Emily Fox                     |
| 6          | 6         | Poirot                    | Poirot                    | 10. Nov. 2023        | 10. Nov. 2023                         | Millicent Shelton | Bonnie Garmus, Lee Eisenberg, Elissa Karasik |
| 7          | 7         | Das Buch Calvin           | Book of Calvin            | 17. Nov. 2023        | 17. Nov. 2023                         | Tara Miele        | Elissa Karasik                               |
| 8          | 8         | Einführung in die Chemie  | Introduction To Chemistry | 24. Nov. 2023        | 24. Nov. 2023                         | Tara Miele        | Lee Eisenberg                                |

## Produktion und Hintergrund
Produziert wurde die Serie von Aggregate Films, The Great Unknown Productions, Piece of Work Entertainment und Apple Studios. Die Produktionsleitung hatte Lee Eisenberg, als ausführende Produzenten fungierten Lee Eisenberg, Susannah Grant, Brie Larson, Jason Bateman, Michael Costigan, Natalie Sandy und Louise Shore.
Die Kamera führten Zack Galler und Jason Oldak, die Montage verantworteten Matthew Barbato, Geraud Brisson, Laura Zempel, Jack Cunningham, Daniel Martens und Lilly Wild, die Musik schrieb Carlos Rafael Rivera. Das Produktions-Design gestaltete Catherine Smith und das Kostümdesign Mirren Gordon-Crozier.
Gegenüber der Romanhandlung wurde der Handlungsstrang der Figur Harriet Sloane für die Serie erweitert.

## Rezeption
Susanne Rakowitz bewertete die Serie in der Kleinen Zeitung mit vier von fünf Sternen. Die Serienumsetzung des Buchbestsellers halte sich nicht mit Details auf. Rund um eine brillante Brie Larson werde manchmal ein bisschen zu glatt der Befreiungsschlag einer Frau inszeniert, die eigentlich nicht viel mehr verlangt als Gleichberechtigung.
Gian-Philip Andreas vergab auf Fernsehserien.de ebenfalls vier von fünf Sterne. Brie Larson unterlaufe jede didaktische Belehrung mit ihrem eigenwilligen Charme und einem durchdringend hellwachen, neugierigen Blick, der sie als Wissenschaftlerin jederzeit glaubwürdig erscheinen lässt. Selbst biestigste Antifeministen würden am Ende wohl mit ihr mitfiebern. Die Serie biete fesselnden Pop-Feminismus mit genügend Überraschungen selbst für jene, die das Buch schon kennen.
Matthias Halbig (RND Redaktionsnetzwerk Deutschland) bezeichnete die Produktion als „überaus anrührende Serie über Zeiten, in denen sich noch der bornierteste männliche Trottel erhaben fühlen durfte über die intelligenteste Frau.“ Es gebe Szenen, in denen man sich als Zuschauer glücklich fühle, zuschauen zu dürfen, und solche, bei denen der Kloß im Hals kaum zu schlucken ist.
Rosa Schmidt-Vierthaler bezeichnete die Verfilmung des Bestsellers in der österreichischen Tageszeitung Die Presse als kitschig, trotzdem will man vor allem wegen der Hauptdarstellerin nicht damit aufhören. Manche Momente seien sehr plakativ und doch entwickle die Serie eine echte Sogwirkung.
Matthias Kalle meinte auf zeit.de, dass ein gelungener Trick der Serie sei, dass die Geschichte zwar in den Fünfzigern spielt, aber modern inszeniert sei, wodurch sie nicht nostalgisch wirke. Trotz verschlepptem Tempo, in dem zu viele Szenen inszeniert seien, lohne sich die Serie doch auf mehreren Ebenen.

## Auszeichnungen und Nominierungen
Critics’ Choice Television Awards 2024
- Nominierung in der Kategorie Beste Miniserie
- Nominierung in der Kategorie Beste Hauptdarstellerin in einem Fernsehfilm oder einer Miniserie (Brie Larson)
- Nominierung in der Kategorie Bester Nebendarsteller in einem Fernsehfilm oder einer Miniserie (Lewis Pullman)
- Nominierung in der Kategorie Beste Nebendarstellerin in einem Fernsehfilm oder einer Miniserie (Aja Naomi King)

Directors Guild of America Award 2024
- Auszeichnung in der Kategorie Outstanding Directoral Achievement in Movies for Television and Limited Series (Sarah Adina Smith für die Episode Sie und Er)[12]

Golden Globe Awards 2024
- Nominierung in der Kategorie Beste Mini-Serie oder TV-Film
- Nominierung in der Kategorie Beste Hauptdarstellerin – Mini-Serie oder TV-Film (Brie Larson)

Independent Spirit Awards 2024
- Nominierung in der Kategorie Beste Nebenrolle in einer neuen Serie (Lewis Pullman)

Primetime-Emmy-Verleihung 2024
- Nominierung in der Kategorie Beste Miniserie[13]
- Nominierung in der Kategorie Beste Hauptdarstellerin – Miniserie oder Fernsehfilm (Brie Larson)
- Nominierung in der Kategorie Bester Nebendarsteller – Miniserie oder Fernsehfilm (Lewis Pullman)
- Nominierung in der Kategorie Beste Nebendarstellerin – Miniserie oder Fernsehfilm (Aja Naomi King)
- Nominierung in der Kategorie Bester Vorspann
- Nominierung in der Kategorie Beste Titelmusik
- Auszeichnung in der Kategorie Herausragende Musikkomposition für eine limitierte oder anthologische Serie, einen Film oder ein Special (dramatische Originalmusik)[14]

Producers Guild of America Award 2024
- Nominierung als beste Miniserie[15]

Satellite Awards 2023
- Nominierung in der Kategorie Beste Darstellerin in einer Miniserie oder einem Fernsehfilm (Brie Larson)[16]

Screen Actors Guild Awards 2024
- Nominierung in der Kategorie Beste Darstellerin in einem Fernsehfilm oder Miniserie (Brie Larson)

Society of Composers & Lyricists Awards 2024
- Nominierung in der Kategorie Beste Musik in einer Fernsehproduktion (Carlos Rafael Rivera)[17]